# Linum thunbergii
Linum thunbergii là một loài thực vật có hoa trong họ Linaceae. Loài này được Eckl. & Zeyh. mô tả khoa học đầu tiên năm 1835.